# Le Tallud
Le Tallud är en kommun i departementet Deux-Sèvres i regionen Nouvelle-Aquitaine i västra Frankrike. Kommunen ligger i kantonen Parthenay som tillhör arrondissementet Parthenay. År 2022 hade Le Tallud 1 972 invånare.

## Befolkningsutveckling
Antalet invånare i kommunen Le Tallud
| Referens: INSEE |